# 正音書館與正音書院
大清福建省的正音書館與正音書院是根據清世宗在1728年（雍正六年）發佈的《正音上諭》所設立的官立官话教習機構。正音書館與正音書院最早於1729年（雍正七年）設立，最晚於1752年（乾隆十七年）裁設，全省共有112所，每縣均有設置。正音書館與正音書院多見於城區而鮮見於鄉村，而大多數縣的鄉村完全沒有任何正音書館或正音書院的建制。正音書館與正音書院專司官話語音研究與教學，並以教學為重，由當地行政長官或教官管理，然而並無官方經費支持，一般依靠原有辦學條件或地方官紳捐資維持運作。

## 歷史
清世宗在位時留意到來自福建省的官員在被自己召見時仍習慣說母語而非官話，並認為他們的母語為對他而言“不可通曉”的“鄉音”。清世宗由此認為來自福建省的官員在赴任其他省分後將難以傳達他的旨意，使臣民不明白他的命令的意思，並得出語言不通不利統治的結論。清世宗因此在1728年（雍正六年）發佈《正音上諭》，要求來自福建省的官員需要學習官話，並不許他們繼續說母語。
清世宗發佈的《正音上諭》隨後傳達部議，當年的部議決定並非以官話為母語的省分的总督、巡撫與學政須在《正音上諭》發佈後8年內使有能力自行聘任教師的家族優先聘任以官話授課的教師，並規定《正音上諭》發佈8年後不會說官話的生员、貢生與監生暫停其報考乡试的資格，而且不准取送參與科举；不會說官話的举人暫停其報考会试的資格，而且不准直接送交吏部選用；不會說官話的童生不准取送參與學政考試，直至他們會說官話為止。福建省隨之大規模設立官話教習機構：福建省於1729年（雍正七年）於福州府城四門始設正音書館，此後於同年至1732年（雍正十二年）在省內設立正音書館與正音書院共112所，專司官話語音研究與教學，並以教學為重。
1728年（雍正六年）部議所訂的8年期限先在1732年（雍正十二年）於福建省獲延長4年，後又在1737年（乾隆二年）的部議中被撤銷。1745年（乾隆十年）的部議決定裁設福州府城四門的正音書館，福建省的正音書館與正音書院自此開始陸續裁設，直至1752年（乾隆十七年）盡數裁設。福建學政汪新曾於1774年（乾隆三十九年）向清高宗上奏提議重振正音教育，然而清高宗的批示駁回了該提議。邵武府城內的正音書院雖然在1777年（乾隆四十二年）由時任知府申大年恢復，而且直至光绪年間仍然存在，然而其課程內容在嘉庆、道光年間時已非專門教習官話。

## 分佈
福建省於1729年（雍正七年）於福州府城四門始設正音書館，此後福建省內共設立正音書館4所與正音書院108所。其中，位於福州府城四門者為正音書館，其餘均為正音書院，而除屏南縣正音書院設於1732年（雍正十二年）外，其餘均於1729年（雍正七年）設立。正音書館與正音書院的具體分佈見下表。
| 道       | 府／直隸州 | 總數 | 具體分佈 |
| -------- | ---------- | ---- | --- |
| 福州道   | 福州府     | 16   | 福州府城4所（正音書館） 闽县、侯官县各2所 長樂縣、福清县、连江县、罗源县、古田县、屏南县、闽清县、永福縣各1所 |
| 福州道   | 福宁府     | 5    | 福寧府城、霞浦县、福安縣、寧德縣、寿宁县各1所                                                                 |
| 延建邵道 | 延平府     | 6    | 南平縣、顺昌县、将乐县、沙县、尤溪县、永安縣各1所                                                             |
| 延建邵道 | 建寧府     | 6    | 建陽縣、崇安縣、浦城县、松溪县、政和县各1所 建安縣、甌寧縣兩縣共建1所                                         |
| 延建邵道 | 邵武府     | 4    | 邵武县（邵武府城）、光泽县、建宁县、泰宁县各1所                                                               |
| 兴泉永道 | 兴化府     | 7    | 興化府城1所 莆田縣4所 仙游县2所                                                                               |
| 兴泉永道 | 泉州府     | 8    | 晉江縣4所 南安縣、惠安县、同安縣、安溪县各1所                                                                 |
| 兴泉永道 | 永春直隶州 | 5    | 州城3所 德化县、大田县各1所                                                                                   |
| 汀漳龍道 | 汀州府     | 27   | 上杭县12所 永定縣8所 汀州府城、长汀县、宁化县、清流县、歸化縣、连城县、武平县各1所                            |
| 汀漳龍道 | 漳州府     | 17   | 龙溪县7所 漳浦县5所 海澄县、南靖县、長泰縣、平和县、诏安县各1所                                               |
| 汀漳龍道 | 龍巖直隸州 | 3    | 州城、漳平縣、寧洋縣各1所                                                                                     |
| 臺灣道   | 臺灣府     | 8    | 鳳山縣5所 臺灣縣、諸羅縣、彰化縣各1所                                                                         |

《正音上諭》發佈後，福建省各縣在雍正年間皆設有正音書館或正音書院。各縣所設的正音書館或正音書院的數量不一，各縣一般設有1至2所正音書院，然而汀州府上杭县共設有12所正音書院，是正音書院數量最多的縣，而建寧府建安縣、甌寧縣兩縣因同附郭建寧府城而共建1所正音書院，是正音書院數量最少的縣。此外，正音書館與正音書院多見於城區而鮮見於鄉村，而大多數縣的鄉村完全沒有任何正音書館或正音書院的建制。

## 運作
112所正音書館與正音書院的校舍中，65所為新建，46所改造自或附設於已有建築物，另有1所校址失考。46處被改造為或附設正音書館與正音書院的已有建築物中，书院佔9處，庵佔6處，義學、朱文公祠各佔5處，文昌廟、奎光閣等共佔5處，官學（含明伦堂）佔4處，佛寺佔3處，而宫观、天主教教堂、閩賢祠、三賢祠、舊察院、華山殿、清風樓則各佔1處。
正音書館與正音書院的管理權統歸當地行政長官或教官，而不設院長（山長）、監院與學生齋長等。正音書館與正音書院的教師多依朝廷的規定由鄰近以官話讀書者充任，強調“官話讀書”， 而對其出身、品行等的要求沒有一般書院院長（山長）、掌教等那麼嚴格。1734年（雍正十二年）至1737年（乾隆二年）間設立的“正音教職”規定以來自浙江省或江西省、通曉官話的舉人、貢生充任，官、師相兼，有主持正音教育行政的權力，地位與教谕相同。
正音書館與正音書院並無官方經費支持，而其經費來源一般有兩種。其中一種是利用原有辦學條件維持運作。延平府設立的6所正音書院中，包括永安縣在內的4所由既有的義學改建，而義學原有的學田和資金則用於正音書院的開銷，如永安縣原義學擁有的東門、北門等多處學田均盡數歸入正音書院，使正音書院每年可收租穀20餘石。建寧府浦城县正音書院則以由時任知縣張秉倫所撥給的朱文公祠近百畝祠田為經費。另一種是由地方官紳捐資。兴化府正音書院由時任知府沈起元捐穀捐俸，再得府內鄉紳捐獻而籌建。邵武府邵武县（邵武府城）正音書院則由該縣生員魏邦泰捐產338石、莊屋2所籌建。由於經費來源不穩定，各地的正音書館與正音書院持續時間並不長久。

## 外部連結
- 方大湜.  . 维基文库. 平平言. 1887.